# San Tommaso Moro (församling)
San Tommaso Moro är en församling i Roms stift, belägen i quartiere Tiburtino och helgad åt den helige Thomas More. Församlingen upprättades den 15 november 1974 genom dekretet Neminem latet av kardinalvikarie Ugo Poletti. 

Församlingen förestås av stiftspräster.
Till församlingen San Tommaso Moro hör följande kyrkobyggnader:
- San Tommaso Moro, Via dei Marrucini 1
- Chiesa della Sapienza, Piazzale Aldo Moro 1
- Cappella Minime del Suffragio, Via dei Taurini 13

## Institutioner inom församlingen
- Chiesa Rettoria Chiesa della Sapienza
- Casa di Accoglienza (Suore Minime di Nostra Signora del Suffragio)
- Casa di Cura Oculistica «San Domenico» (Unione delle Suore Domenicane di San Tommaso d'Aquino)
- Centro Universitario Internazionale "Regina Mundi" (Unione di Santa Caterina da Siena delle Missionarie della Scuola (Unione di Santa Caterina da Siena) (M.D.S.))
- Piccola Casa «San Giuseppe» (Suore Operaie della Santa Casa di Nazareth)
- Casa di Cura Oculistica «San Domenico»
- Casa di Riposo «Maria Teresa»
- Cliniche Universitarie
- Istituto Odontoiatrico «George Eastman»
- Istituto Traumatologico Ortopedico
- Malattie Mentali e Nervose
- Policlinico «Umberto I»
- Federazione Universitaria Cattolica Italiana – Aggregazione Ecclesiale
- LAZIODISU (Ente per il Diritto agli Studi Universitari nel Lazio)
- Sapienza Università di Roma – Città Universitaria
- Sapienza Università di Roma – Economia
- Sapienza Università di Roma – I Facoltà di Medicina e Chirurgia (Policlinico Umberto I)
- Sapienza Università di Roma – Scienze Umanistiche

## Kommunikationer
Närmaste tunnelbanestation är Policlinico 